# Thomas Dähne
Thomas Dähne (ur. 4 stycznia 1994 w Oberaudorfie) – niemiecki piłkarz występujący na pozycji bramkarza w Holstein Kiel.

## Kariera klubowa
Wychowanek klubu FV Oberaudorf z rodzinnego miasta Oberaudorf w Bawarii, w którym rozpoczął grę w piłkę nożną w 2000 roku. W latach 2005–2007 trenował w TSV 1860 Rosenheim. W połowie 2007 roku, w wieku 13 lat, przeniósł się do austriackiego Red Bull Salzburg i rozpoczął szkolenie w drużynach młodzieżowych tego klubu.

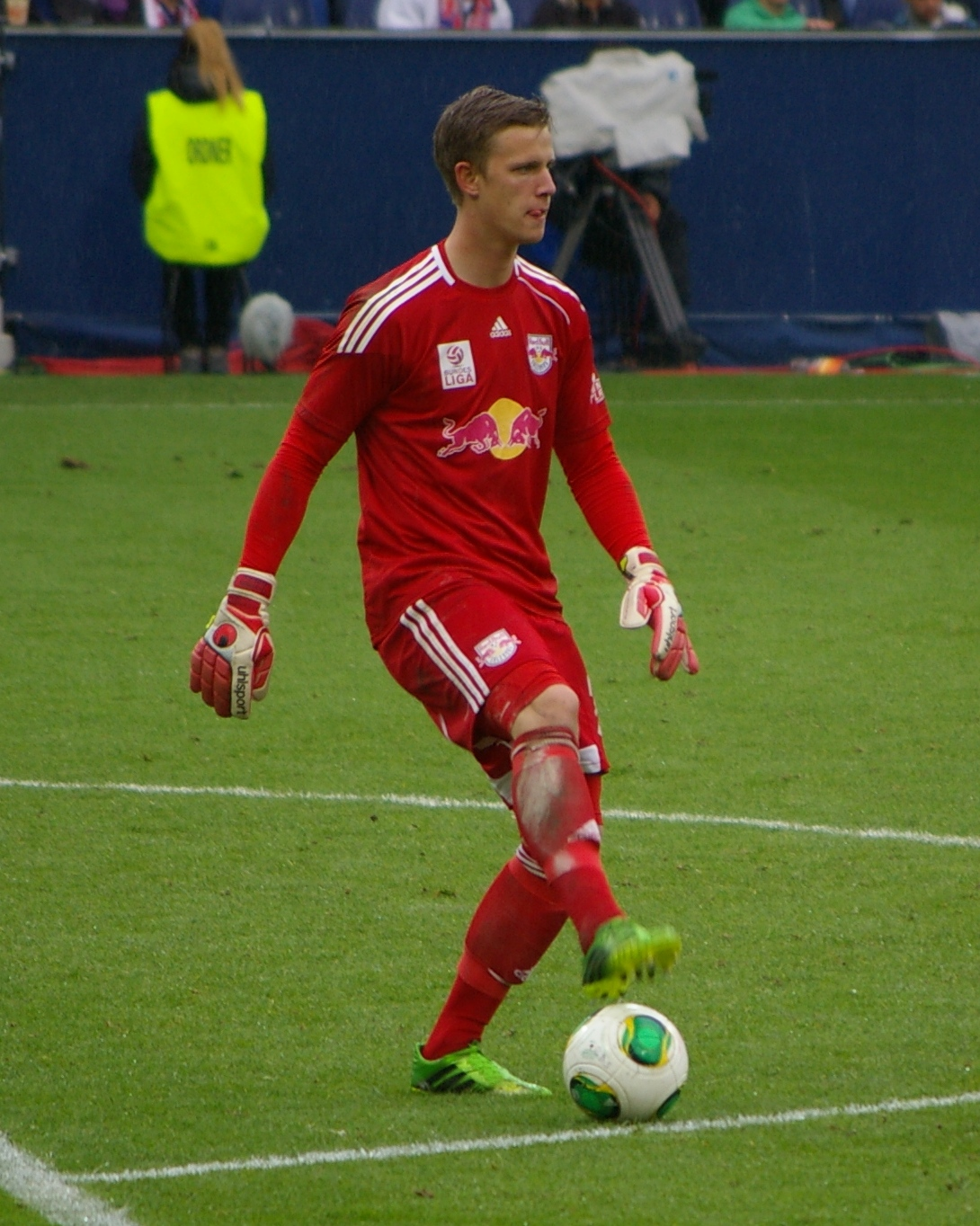
Thomas Dähne podczas debiutu w austriackiej Bundeslidze

Latem 2010 roku został włączony o składu trzecioligowych rezerw. W połowie 2012 roku został wypożyczony na dwa lata do nowo utworzonego FC Liefering, będącego klubem farmerskim Red Bull Salzburg. Pełnił tam rolę pierwszego bramkarza. W sezonie 2012/13, po wygraniu barażu z LASK Linz, wywalczył z tym zespołem awans do Erste Ligi. 26 maja 2013 - w wyniku kontuzji Eddiego Gustafssona i Alexandra Walke - zaliczył jedyny występ w Bundeslidze w wygranym 3:0 spotkaniu z Austrią Wiedeń, która wcześniej zapewniła sobie tytuł mistrza kraju. W czerwcu 2014 roku Dähne podpisał roczny kontrakt z RB Leipzig (2. Bundesliga). W sezonie 2014/15 grał on wyłącznie w drużynie rezerw, zaliczając w niej 12 ligowych spotkań. Po zakończeniu rozgrywek zarząd klubu nie przedstawił mu oferty podpisania nowej umowy, jak również i on sam nie był zainteresowany pozostaniem w zespole.
Latem 2015 roku przeniósł się do mistrza Finlandii Helsingin Jalkapalloklubi, gdzie rozpoczął występy w podstawowym składzie. 24 sierpnia 2015 rozegrał pierwsze spotkanie w Veikkausliidze w meczu z HIFK Fotboll (1:1). 3 dni później zadebiutował w europejskich pucharach w spotkaniu przeciwko FK Krasnodar (0:0) w eliminacjach Ligi Europy 2015/16. W sezonie 2017 wywalczył z HJK mistrzostwo oraz Puchar Finlandii po zwycięstwie 1:0 w finale nad Seinäjoen Jalkapallokerho. W listopadzie 2017 roku jako wolny agent podpisał datowaną od 1 stycznia 2018 dwuipółletnią umowę z Wisłą Płock, prowadzoną przez Jerzego Brzęczka. 9 lutego 2018 zadebiutował w Ekstraklasie w wygranym 4:2 meczu z Górnikiem Zabrze, podczas którego w 12. i 50. minucie popełnił błędy przy dośrodkowaniach rywali, skutkujące stratą bramki. Rozpoczął od tego momentu regularną grę jako podstawowy bramkarz.

## Kariera reprezentacyjna
W latach 2009–2014 występował w juniorskich i młodzieżowych reprezentacjach Niemiec w kategorii od U-16 do U-20. W 2011 roku znalazł się w składzie na Mistrzostwa Świata U-17 w Meksyku, na których Niemcy wywalczyli brązowy medal, jednak nie wystąpił w żadnym ze spotkań.

## Sukcesy
Helsingin Jalkapalloklubi
- mistrzostwo Finlandii: 2017
- Puchar Finlandii: 2016/17